# Русский Newsweek
«Русский Newsweek» — российский еженедельный общественно-политический журнал. Издавался с 2004 по 2010 годы по лицензии американского журнала Newsweek, при этом большинство статей было написано сотрудниками российской редакции.
- Главный редактор: Михаил Владимирович Фишман
- Первый заместитель главного редактора: Степан Кравченко
- Заместитель главного редактора: Андрей Литвинов
- Шеф-редактор: Дмитрий Хитаров
- Арт-директора: Екатерина Кожухова, Алексей Афанасьев, Лопатина Анна
- И. о. арт-директора: Александр Былов

«Русский Newsweek» — российский журнал, декларировавший стандарты журналистики, принятые в изданиях Newsweek во всём мире. Еженедельно журнал информировал своих читателей о событиях и проблемах в стране и мире.
Журнал «Русский Newsweek» два года подряд становился обладателем почётного диплома конкурса Ассоциации распространителей печатной продукции «Лидер продаж». В 2004 году — в номинации «Еженедельные издания» в тематической группе «Социально-политические издания (Политика. Экономика. Общество)».
Издавался с июня 2004 года по октябрь 2010 года. Закрыт по экономическим соображениям. Последний номер (310-й) вышел 18 октября 2010 года.

## Отделы
- Страна: Михаил Зыгарь (руководитель), Артем Вернидуб, Дарья Гусева, Надежда Иваницкая, Мария Железнова, Константин Гаазе (обозреватель), Юлия Таратута (обозреватель)
- Глобус: Леонид Рагозин (руководитель), Елена Черненко, Николай Эппле (переводчик)
- Расследования: Андрей Гридасов, Орхан Джемаль (обозреватель), Елизавета Маетная (обозреватель), Павел Седаков
- Деньги: Игорь Иванов (руководитель), Светлана Зайцева, Алексей Савкин
- Информация: Алёна Степаненко (руководитель), Алиса Веремеенко
- Общество: Вера Рыклина (руководитель), Александр Беляев (спорт), Нина Важдаева, Елена Мухаметшина, Дарина Шевченко
- Наука/Здоровье: Антон Степнов (руководитель), Никита Максимов (обозреватель)
- Литературный редактор: Нина Осиповская
- Проверка фактов: Сырлыбай Айбусинов
- Директор фотослужбы: Ольга Харсика
- Фотослужба: Елена Беднова, Олеся Емельянова, Павел Марьин, Станислав Карнаухов
- Фотографы: Макс Новиков, Андрей Рудаков
- Графика: Светлана Василевич, Илья Юдин
- Дизайн: Елена Артемьева
- Верстка: Михаил Апакин, Олег Зеленко
- Корректоры: Ольга Канунникова, Мирослава Куренкова, Любовь Федецкая, Елена Якубчик

### Редакция сайта
- Главный редактор: Михаил Фишман;
- Шеф-редактор: Алексей Архипов.

### Главные редакторы
- Леонид Парфёнов;
- Кирилл Вишнепольский;
- Михаил Фишман.

## О погибших сотрудниках
- В 2007 году в Ираке погиб фотокорреспондент Дмитрий Чеботаев[6], который снимал репортаж для журнала.
- В 2008 году во время войны в Грузии огнём осетинских ополченцев были убиты журналисты Гига Чихладзе и Александр Климчук, которые сотрудничали с изданием.[7]